# Kuststeenspringer
De kuststeenspringer, ook wel strandgast genoemd (Petrobius brevistylis) is een insect dat behoort tot de orde rotsspringers en de familie Machilidae.

## Naamgeving
De wetenschappelijke naam van de soort werd in 1913 gepubliceerd door George Herbert Carpenter. De soortaanduiding brevistylis verwijst naar de relatief korte aanhangsels (cerci of styli) aan weerszijden van de achterlijfssegmenten: brevis is kort, en stylis is letterlijk een kleine mast of vlaggenstok maar in dit geval de anatomische term voor die aanhangsels. 

## Uiterlijke kenmerken
De kuststeenspringer bereikt een lichaamslengte van ongeveer 15 millimeter, exclusief de lange antennes en achterlijfsaanhangsels. De ogen hebben een egale kleur en zijn niet gevlekt zoals voorkomt bij andere soorten. De onder de ogen gelegen ocellen zijn langwerpig en hebben de vorm van een schoenzool. De antennes dragen geen schubben, wat een verschil is met andere Nederlandse soorten. 
De soort lijkt sterk op de verwante Petrobius maritimus. Vroeger werd wel gedacht dat deze soort in Nederland voorkwam maar later bleken alle in Nederland verzamelde exemplaren de soort Petrobius brevistylis te vertegenwoordigen. De kuststeenspringer draagt lobben aan het achtste achterlijfssegment, die bij Petrobius maritimus ontbreken.

## Verspreiding en habitat
De kuststeenspringer komt voor in delen van Europa, Noord-Amerika en noordelijk Azië maar niet in China.
De kuststeenspringer is in Nederland van alle rotsspringers de algemeenste soort. De habitat bestaat uit rotsachtige kusten, in Nederland gevormd door beschoeide zeedijken. In Nederland komt de soort voornamelijk voor langs de Noordzeekust en het Noordzeekanaal, met relictpopulaties langs de IJselmeerkust. Langs rivierdijken worden verwante soorten aangetroffen zoals Trigoniophthalmus alternatus en Machilis germanica.